# Malá Paseka
Malá Paseka je malá vesnice, část městyse Čechtice v okrese Benešov. Nachází se asi 2,5 km na jihovýchod od Čechtic. Prochází zde silnice II/112. V roce 2009 zde bylo evidováno 35 adres.
Malá Paseka leží v katastrálním území Černičí o výměře 7,42 km².

## Historie
První písemná zmínka o vesnici pochází z roku 1367.